# Gurutzi Arregi Azpeitia
Gurutzi Arregi Azpeitia (Lemona, Vizcaya, 12 de noviembre de 1936 - Amorebieta, 6 de mayo de 2020) fue una etnógrafa española. Fundadora y directora del Grupo de Investigación Etnográfica "Etniker-Bizkaia", que recoge sistemáticamente los materiales etnográficos del País Vasco.

## Biografía
Se licenció en Ciencias Políticas y Sociología en la Universidad de Deusto. En la misma universidad se doctoró con la tesis Función de la ermita en la vecindad tradicional de Bizkaia.
De 1972 a 1985 trabajó con el sacerdote y antropólogo vasco José Miguel de Barandiarán. Fundó y dirigió el Grupo de Investigación Etnográfica "Etniker-Bizkaia" que, desde 1973, recoge sistemáticamente los materiales etnográficos del País Vasco. Coordina el Atlas Etnográfico del País Vasco con la ayuda de los gobiernos del País Vasco y de la Comunidad Foral de Navarra. Dentro de este proyecto se han publicado los volúmenes referentes a Alimentación Doméstica (1991), Juegos Infantiles (1993), Ritos Funerarios (1995), Ritos del Nacimiento al Matrimonio (1997), Ganadería y Pastoreo en Vasconia (2000) y Medicina Popular (2004), entre otros.
Impartió cursos de la Antropología cultural en la Escuela de Magisterio de Escoriaza desde 1982 a 1984. Fue directora del Departamento de Etnografía del Instituto de Labayru de Bilbao y miembro del Patronato que gestiona el Museo de Arqueología, Etnografía e Historia de Bilbao de 1981 a 1989. 
Publicó también Inmemoriam de nuestro maestro don José Miguel de Barandiarán, un homenaje al antropólogo Barandiarán con motivo de su muerte.
Se le concedió el premio mención al Patrimonio Artístico de diócesis de Bilbao "atendiendo primordialmente a su labor de recopilación y recuperación del patrimonio material e inmaterial y a la difusión del patrimonio artístico y cultural de la diócesis de Bilbao".